# Hydrodendron tottoni
Hydrodendron tottoni är en nässeldjursart som beskrevs av Rees och Vervoort 1987. Hydrodendron tottoni ingår i släktet Hydrodendron och familjen Haleciidae. Inga underarter finns listade i Catalogue of Life.